# José Alberto Martín-Toledano
José Alberto Martín-Toledano Suárez, né le 26 février 1963 à Malagón (province de Ciudad Real) et mort le 6 avril 2024 à Madrid, est un homme politique espagnol membre du Parti populaire (PP).
Il est élu député de la circonscription de Ciudad Real lors des élections générales de novembre 2011.

## Biographie

### Études et profession
José Alberto Martín-Toledano réalise des études de droit à l'université CEU San Pablo où il obtient une licence. Réalisant une première expérience professionnelle dans un cabinet d'avocats de Saint-Sébastien entre 1988 et 1989, il fonde son propre cabinet dans la province de Ciudad Real cette même année.

### Maire de Malagón
À l'occasion des élections municipales de mai 1991, José Alberto Martín-Toledano est investi chef de file du PP dans la petite ville de Malagón. Remportant une majorité absolue de 52,91 % des voix et sept des treize mandats à pourvoir, il ravit le poste de maire au socialiste David Macías. Lors du scrutin local de mai 1995, il renforce sa majorité absolue d'un mandat après avoir obtenu le soutien de 57,01 % des votants. Durant cette mandature, il exerce les fonctions de président de la Fondation Diario Lanza, du syndicat mixte de gestion des eaux EMASER et de l'entreprise publique de gestion des déchets RSUSA ainsi que du Consortium RSU de Ciudad Real. Il devient vice-président de ces deux dernières institutions entre 1999 et 2003. Réélu maire en juin 1999, il perd le scrutin de mai 2003 et est remplacé par le socialiste Antonio Maeso. Il se consacre alors à la tâche de porte-parole du groupe populaire d'opposition jusqu'en 2011 après avoir à nouveau échoué lors des élections de 2007. Toujours candidat lors des scrutins de 2011 et 2015, il est nommé conseiller aux Finances, à la Promotion économique et à l'Urbanisme par le maire Adrián Fernández Herguido.
En 1995, il est choisi parmi ses pairs comme député à la députation provinciale de Ciudad Real et conserve son mandat jusqu'en 2011. Présidée par le conservateur Luis Jesús Garrido entre 1995 et 1999, José Alberto Toledano-Martín est désigné vice-président de l'institution de gouvernement provincial délégué aux affaires économiques. Lorsque les socialistes de Nemesio de Lara reprennent le pouvoir, il remplit les fonctions de porte-parole du groupe populaire.

### Député au Congrès
Alors président du comité des Droits et Garanties du Parti populaire de Castille-La Manche, José Alberto Toledano-Martín postule en troisième position sur la liste présentée par le parti dans la circonscription de Ciudad Real, conduite par Rosa Romero, dans le cadre des élections générales de novembre 2011,,. Élu au Congrès des députés, il est membre de la commission constitutionnelle, de celle de la Justice et de celle des Politiques d'intégration du handicap. Il est également désigné porte-parole adjoint à la commission des Finances et des Administrations publiques. Il défend, à ce titre, le projet de loi budgétaire pour 2016.
Il se porte à nouveau candidat lors des élections générales de décembre 2015 et conserve son mandat parlementaire dans l'une des circonscriptions n'ayant pas cédé au multipartisme. Reconduit à la commission constitutionnelle et à la commission des Finances et des Administrations publiques, il intègre celle du Règlement et devient porte-parole titulaire à la commission de l'Intérieur. Réélu lors du scrutin anticipé de juin 2016, il conserve ses responsabilités parlementaires,,.
José Alberto Toledano-Martín est le représentant du PP à la commission d'enquête relative à l'utilisation partisane des moyens du ministère de l'Intérieur par le ministre Jorge Fernández Díaz. Il obtient, en outre, la présidence de la délégation espagnole au groupe de contrôle parlementaire conjoint d'Europol.

### Mort
José Alberto Martín-Toledano meurt à l'âge de 61 ans le 6 avril 2024 à Madrid

### Vie privée
José Alberto Martín-Toledano est marié et père de deux enfants.